# Edi Gieseler
Edi Gieseler (Münster, 10 de gener de 1936 - Münster, 5 de juliol de 2003) va ser un ciclista alemany que fou professional entre 1954 i 1965. Es va especialitzar en el ciclisme en pista, especialment en la Persecució.
Era germà del també ciclista Dieter Gieseler.

## Palmarès
- 1955
  -  Campió d'Alemanya en Persecució
- 1956
  -  Campió d'Alemanya en Persecució
  - 1r als Sis dies de Münster (amb Manfred Donike)
- 1957
  -  Campió d'Alemanya en Madison (amb Manfred Donike)